# Ollarzried
Ollarzried ist ein Gemeindeteil des oberschwäbischen Marktes Ottobeuren im Landkreis Unterallgäu.

## Geografie
Das Pfarrdorf Ollarzried liegt etwa sechs Kilometer südöstlich von Ottobeuren. Es ist über die Kreisstraße MN 31 mit dem Hauptort verbunden. Durch die Fluren von Ollarzried fließt der Boschachbach, ein Nebengewässer der Westlichen Günz.

## Geschichte
Ollarzried entstand in der ersten Rodungsperiode im mittelschwäbischen Raum. 1416 war Hans von Neidegg aus Memmingen in Ollarzried begütert. Später waren Kemptener Bürger im Ort begütert. 1811 besaß Ollarzried zusammen mit Daßberg, Höhe, Oberried, Unterschochen und Vogelsang 35 Häuser mit 243 Einwohnern. 1970 hatte der Ort 409 Einwohner. 1686 wurde der damalige Abt des Klosters Ottobeuren um eine eigene Kirche gebeten. Die Kapelle, welche bis dahin am Ort vorhanden war, wurde zu klein für die Bevölkerung. Allerdings wurde der Grundstein erst 1797 gelegt. 1805 wurde Ollarzried zur Pfarrei erhoben.
Am 1. Juli 1972 wurde die bis dahin selbstständige Gemeinde in den Markt Ottobeuren eingegliedert.

## Sehenswürdigkeiten
Die von 1797 bis 1814 erbaute Kirche St. Ulrich ist mit ihrem Altarbild und dem Deckengemälde, das 1813/1814 von Konrad Huber aus Weißenhorn geschaffen wurde, eine Sehenswürdigkeit.